# Mind the gap
|  | Denne artikel er oprettet af botten PalnaBot ud fra en ekstern database. Den kan derfor have sproglige fejl eller mangler. Denne skabelon kan fjernes efter kontrol af indholdet. |

Mind the gap er en eksperimentalfilm fra 1993 instrueret af Kassandra Wellendorf efter eget manuskript.

## Handling
En hektisk, men underlig rejse gennem Londons Undergrund. Den fjerde i instruktørens serie 'Storbyportrætter' - And then I felt / maybe I was dreaming backwards / I had the feeling / if I changed my seat / the dream / running the passengers backwards / but they were non existent / but the dream was running / maybe thte driver was running the dreams backwards.